# Parigi-Tours 1997
La Parigi-Tours 1997, novantunesima edizione della corsa e valevole come nona prova della Coppa del mondo 1997, si svolse il 5 ottobre 1997, per un percorso totale di 264 km. Fu vinta dal belga Andrej Čmil, al traguardo con il tempo di 5h23'44" alla media di 48,929 km/h.
Partenza a Parigi con 181 ciclisti di cui 125 portarono a termine il percorso.

## Ordine d'arrivo (Top 10)
| Pos. | Corridore           | Squadra     | Tempo    |
| ---- | ------------------- | ----------- | -------- |
| 1    | Andrej Čmil         | Lotto       | 5h23'44" |
| 2    | Maximilian Sciandri | F. des Jeux | a 1"     |
| 3    | Henk Vogels         | GAN         | a 3"     |
| 4    | Claudio Camin       | Brescialat  | s.t.     |
| 5    | Ján Svorada         | Mapei-GB    | s.t.     |
| 6    | Mirko Rossato       | Scrigno     | s.t.     |
| 7    | Biagio Conte        | Scrigno     | s.t.     |
| 8    | Aart Vierhouten     | Rabobank    | s.t.     |
| 9    | Léon van Bon        | Rabobank    | s.t.     |
| 10   | Luca Gelfi          | Brescialat  | s.t.     |